# 陶赖昭镇
陶赖昭镇，是中华人民共和国吉林省松原市扶余市下辖的一个镇。

## 行政区划
陶赖昭镇下辖以下地区：
陶赖昭社区、陶东村、陶西村、陶北村、八岔村、李家坨子村、新建村、许家村、河沿村、大青山村、南江村、石人沟村、乌金村、永利村、铁北村、松北村、红星村、小城子村、大三家子村、小南园子村、曹家村、二十家子村、朝农村、小四号村、半拉城子村、罗家村、王家村、永发村、新发村和西三家子村。

## 交通
京哈铁路：陶赖昭站